# Форт-Ліард
Форт-Ліард (англ. Fort Liard, слейві Echaot'l Koe) — хутір в Канаді, у  Північно-західних територіях.

## Населення
За даними перепису 2016 року, хутір нараховував 500 осіб, показавши скорочення на 6,7%, порівняно з 2011-м роком. Середня густина населення становила 7,3 осіб/км².
З офіційних мов обидвома одночасно володіли 15 жителів, тільки англійською — 475, а 5 — жодною з них. Усього 180 осіб вважали рідною мовою не одну з офіційних, з них 175 — одну з корінних мов.
Працездатне населення становило 51,9% усього населення, рівень безробіття — 32,5%.
Середній дохід на особу становив $35 971 (медіана $20 565), при цьому для чоловіків — $37 373, а для жінок $34 334 (медіани — $21 696 та $20 256 відповідно).
10,3% мешканців мали закінчену шкільну освіту, не мали закінченої шкільної освіти — 51,3%, 35,9% мали післяшкільну освіту, з яких 21,4% мали диплом бакалавра, або вищий.
| Статево-вікова структура населення | Статево-вікова структура населення | Статево-вікова структура населення | Статево-вікова структура населення | Статево-вікова структура населення |
| ---------------------------------- | ---------------------------------- | ---------------------------------- | ---------------------------------- | ---------------------------------- |
|                                    |                                    |                                    |                                    |                                    |
| Всього                             | Всього                             | 54,0%46,0%                         |                                    |                                    |
| 0 — 14 років                       | 0 — 14 років                       |                                    | 22,2%                              | 22,2%                              |
| 15 — 64 років                      | 15 — 64 років                      |                                    | 69,7%                              | 69,7%                              |
| 65 і більше                        | 65 і більше                        |                                    | 8,1%                               | 8,1%                               |
| 85 і більше                        | 85 і більше                        |                                    | 1%                                 | 1%                                 |
| Середній вік (років)               | Середній вік (років)               | 34,335,7                           | 34,9                               | 34,9                               |
| Медіана (років)                    | Медіана (років)                    | 32,235,0                           | 33,2                               | 33,2                               |
| — чоловіки — жінки                 |                                    |                                    |                                    |                                    |

| Походження мешканців:     | Походження мешканців:     | Походження мешканців: | Походження мешканців: | Походження мешканців: |
| ------------------------- | ------------------------- | --------------------- | --------------------- | --------------------- |
| Походження                |                           |                       | осіб                  | %                     |
| Корінні американці        | Корінні американці        |                       | 450                   | 90.91%                |
| Інше північноамериканське | Інше північноамериканське |                       | 10                    | 2.02%                 |
| Європейське               | Європейське               |                       | 70                    | 14.14%                |
| британське                | британське                |                       | 40                    | 8.08%                 |
| французьке                | французьке                |                       | 20                    | 4.04%                 |
| українське                | українське                |                       | 10                    | 2.02%                 |
| Азійське                  | Азійське                  |                       | 10                    | 2.02%                 |

## Клімат
Середня річна температура становить -1,6°C, середня максимальна – 21,2°C, а середня мінімальна – -30,6°C. Середня річна кількість опадів – 449 мм.
| Клімат поселення                              | Клімат поселення | Клімат поселення | Клімат поселення | Клімат поселення | Клімат поселення | Клімат поселення | Клімат поселення | Клімат поселення | Клімат поселення | Клімат поселення | Клімат поселення | Клімат поселення | Клімат поселення |
| Показник                                      | Січ.             | Лют.             | Бер.             | Квіт.            | Трав.            | Черв.            | Лип.             | Серп.            | Вер.             | Жовт.            | Лист.            | Груд.            |                  |
| Середній максимум, °C                         | −17,31           | −11,52           | −4,4             | 7,27             | 15,72            | 21,24            | 20,63            | 18,90            | 13,08            | 5,21             | −7,61            | −17,54           |                  |
| Середня температура, °C                       | −23,97           | −18,18           | −11,06           | 0,62             | 9,07             | 14,56            | 16,76            | 15,06            | 9,25             | 1,35             | −11,45           | −21,4            |                  |
| Середній мінімум, °C                          | −30,62           | −24,84           | −17,71           | −6,03            | 2,41             | 7,94             | 12,93            | 11,21            | 5,39             | −2,49            | −15,3            | −25,24           |                  |
| Норма опадів, мм                              | 21               | 17               | 16               | 22               | 44               | 60               | 86               | 61               | 45               | 33               | 25               | 19               |                  |
| Середньомісячна швидкість вітру, м/с          | 1.00             | 1.30             | 1.80             | 1.96             | 2.11             | 1.90             | 1.80             | 1.70             | 1.70             | 1.50             | 1.20             | 1.00             |                  |
| Середньомісячна сонячна радіація, кДж/м²·день | 1285             | 3856             | 9167             | 15536            | 19690            | 21435            | 19747            | 15403            | 9517             | 4389             | 1689             | 749              |                  |
| --------------------------------------------- | ---------------- | ---------------- | ---------------- | ---------------- | ---------------- | ---------------- | ---------------- | ---------------- | ---------------- | ---------------- | ---------------- | ---------------- | ---------------- |
| Джерело:                                      |                  |                  |                  |                  |                  |                  |                  |                  |                  |                  |                  |                  |                  |